# 黎世蘅
黎 世蘅（れい せいこう、1896年 – 1977年）は、中華民国・中華人民共和国の経済学者・教育者・官僚。字は子鶴。経済学者として活動した一方、中華民国臨時政府と南京国民政府（汪兆銘政権）において官僚をつとめたことがある。

## 事績
日本に留学し京都大学経済学部を卒業した。帰国後、1922年（民国11年）、国立北京大学経済系講師兼私立民国大学校長となる。1924年（民国13年）、教育部編審処編審員に任命された。1928年（民国17年）、国立北平大学法学院教授となる。1930年（民国19年）から1937年（民国26年）まで北平成達初級中学校長兼中法大学院教務主任をつとめた。なお、経済学者としての著書に、『論中国民数』などがある。
王克敏らが中華民国臨時政府を創立すると、黎世蘅もこれに参加した。1938年（民国27年）1月1日、黎は教育部次長（教育部総長：湯爾和）に任命されている。翌1939年（民国38年）1月9日、方宗鰲と入れ替わりで議政委員会秘書長（議政委員会委員長（兼）：湯爾和）に改任された。
1940年（民国29年）3月30日、南京国民政府（汪兆銘政権）に臨時政府が合流し、華北政務委員会へ改組された。黎世蘅は南京に移り、5月2日に焦瑩の後任として中央政治委員会教育専門委員会主任委員に起用されている。後に再び北京に戻り、翌1941年（民国30年）11月1日、国立師範大学校長に就任した。
日本敗戦後における黎世蘅の動向は不詳だが、漢奸として逮捕・訴追された旨の情報は見当たらない。没年についてだけは、1977年とされている。享年82。